# Поллицер, Адольф
Адольф Поллицер (нем. Adolf Pollitzer; 23 июля 1832, Пешт — 14 ноября 1900, Лондон) — британский скрипач и музыкальный педагог австрийско-еврейского происхождения.

## Биография
Поллитцер родился в Пеште, Венгрия. В 1842 году он уехал из Пешта в Вену. Окончил Венскую консерваторию, ученик Йозефа Бёма; затем учился в Париже у Жана Дельфена Алара.
С 1850 года жил и работал в Лондоне. Был первой скрипкой в оркестре Театра Её Величества (под управлением Майкла Косты), много выступал как ансамблевый музыкант, а также руководил филармоническим оркестром и Королевским хоровым обществом.
В 1861 году, с основанием Лондонской академии музыки, занял место профессора скрипки, а с 1870 года и до смерти был директором Академии. Среди учеников Поллицера, в частности, Эдуард Элгар.